# Thelotrema bisporum
Thelotrema bisporum är en lavart som beskrevs av Nyl. 1891. Thelotrema bisporum ingår i släktet Thelotrema och familjen Thelotremataceae.   Inga underarter finns listade i Catalogue of Life.